# Joshua Dürksen
Joshua Iván Dürksen Dyck, mais conhecido como Joshua Durksen (pronúncia em alemão: [ˈjoːzu̯a ˈdʏʁk.sn̩]; Assunção, 27 de outubro de 2003), é um automobilista paraguaio e alemão que atualmente compete na Fórmula 2 pela equipe AIX Racing. Ele estreou na categoria em 2024, se tornando o primeiro paraguaio a conquistar pódios e vitórias. Anteriormente, ele correu pela Arden Motorsport no Campeonato de Fórmula Regional Europeia em 2022 e 2023. Ele também venceu corrida na F4 italiana.

## Biografia
Joshua Durksen nasceu em Assunção, e é filho de Ronald e Romy Dyck de Durksen, tendo um irmão mais velho chamado Dennes.
Durksen sempre gostou de automobilismo, e foi ele que insistiu até seu pai lhe dar um kart de presente quando o piloto tinha onze anos. Aos quinze, foi viver em Berlim, na Alemanha, para dar sequência à sua carreira automobilística. Assim como muitos pilotos de fora da Europa, Durksen relatou que as dificuldades eram maiores para quem vinha de continentes onde o automobilismo era "menos popular", como o da América do Sul. Durksen também relatou que considerava mais fácil para europeus, que costumavam morar próximos a muitas das pistas usadas em campeonatos de kart e de fórmulas.

## Carreira

### Kart
Dürksen começou no kart aos onze anos, uma idade avançada em relação à maioria dos pilotos. Foi vice-campeão paraguaio em 2017, no mesmo ano em que ele se classificou para o Rotax Max Challenge, sendo o primeiro piloto paraguaio a alcançar esse feito. Foi selecionado para participar de provas na Winfield Racing School, testando um carro de Fórmula 4 em Paul Ricard, e foi o segundo entre os estreantes, atrás apenas do francês Théo Pourchaire.

### Fórmula 4 (2019 - 2021)
Em 2019, Dürksen fez sua estreia nos monopostos, correndo pela Mücke Motorsport no Campeonato de Fórmula 4 dos Emirados Árabes Unidos ao lado de Nico Göhler. Ele ganhou na primeira rodada do campeonato em Dubai e venceu mais quatro corridas ao longo da temporada, mas perdeu o título para Matteo Nannini, terminando 68 pontos atrás do rival.

Dürksen também competiu na Fórmula 4 Italiana pela Mücke Motorsport, e na ADAC Fórmula 4, pela sua filial alemã ADAC Berlin-Brandenburg. Nesta última, o paraguaio venceu uma corrida em Vallelunga e terminou em oitavo e décimo primeiro no campeonato, respectivamente.

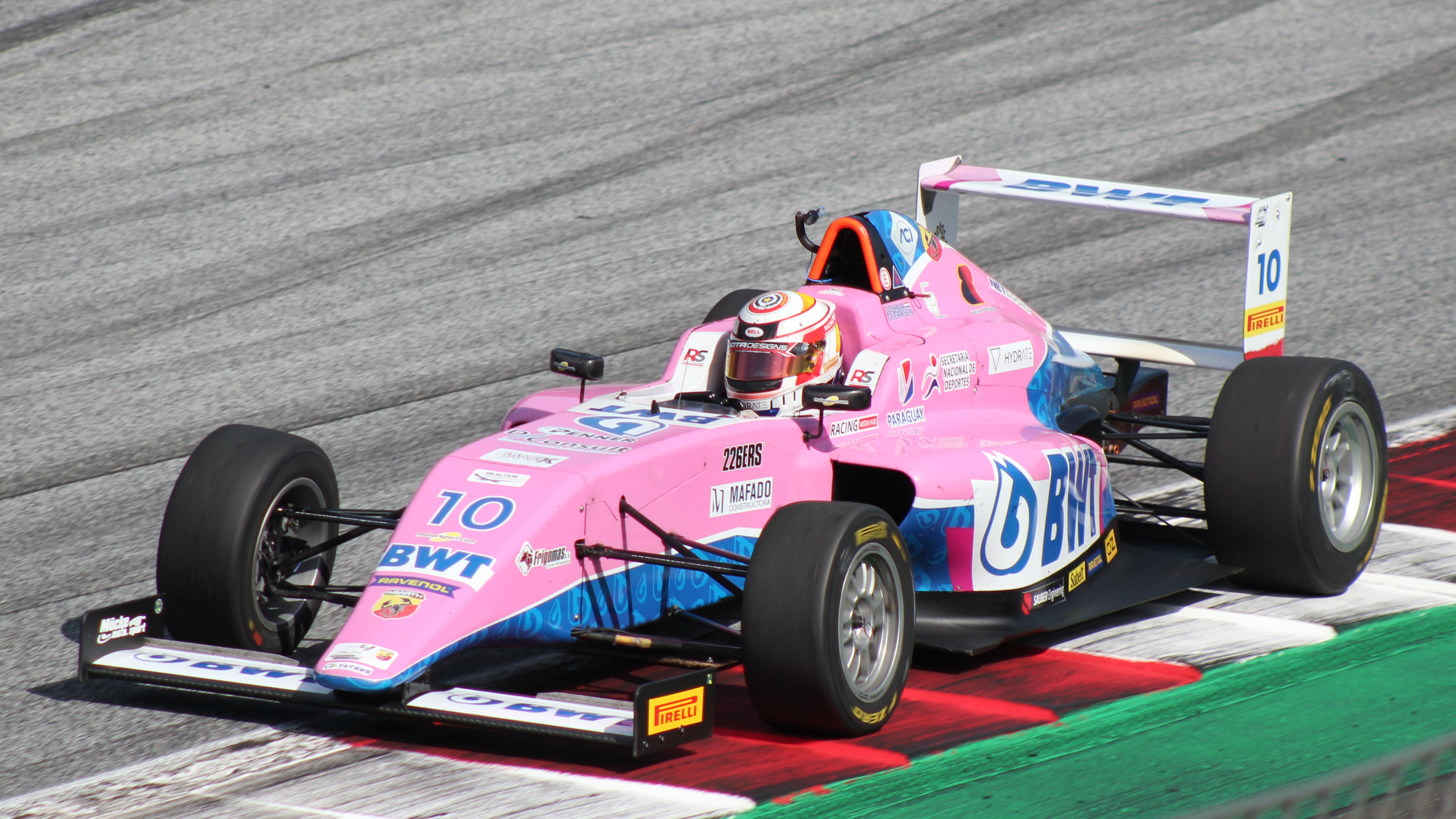
Dürksen competindo no Campeonato Italiano de F4 de 2021 no Red Bull Ring.

Em 2020, Dürksen participou da ADAC Fórmula 4 em tempo integral, e ao mesmo tempo, correu em três rodadas da F4 italiana. Ele venceu duas corridas na ADAC F4: a última corrida na primeira rodada de Nürburgring e a corrida seguinte em Hockenheimring, o que o levou a terminar em sexto na classificação de pilotos, com seis pódios e 191 pontos. Já no campeonato italiano, Dürksen venceu uma corrida na Áustria e ficou em 13º no resultado final. Em 2021, o piloto paraguaio retornou ao Campeonato Italiano de F4 com a BWT Mücke Motorsport, onde venceu duas corridas na etapa de Mugello e melhorou sua colocação, subindo para sexto na tabela final.
Ele também participou de uma corrida na terceira divisão da Eurofórmula Open pela Drivex School em Hungaroring, conquistando um pódio na estreia.

### Fórmula Regional Europeia (2022 - 2023)

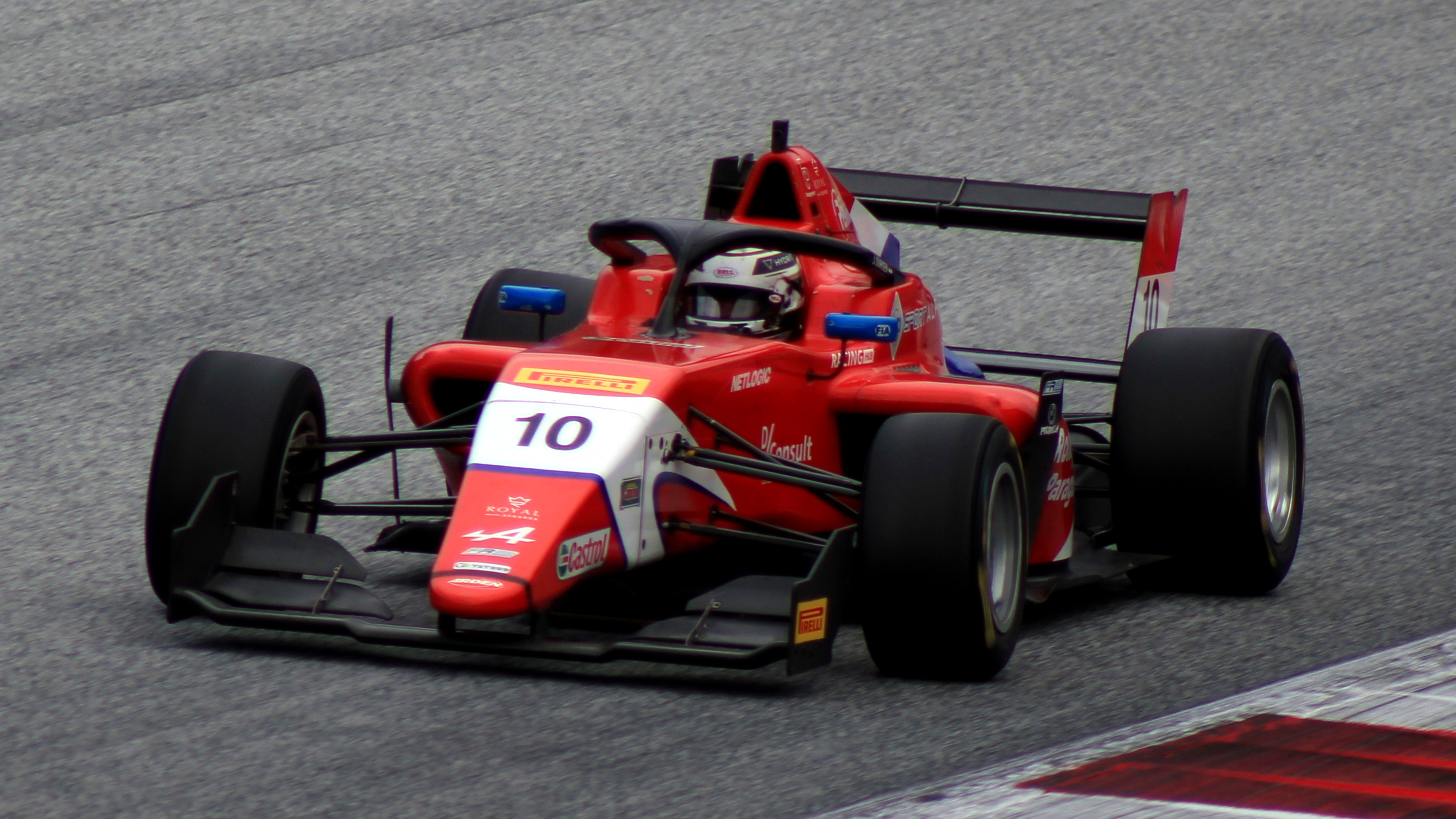
Dürksen competindo na Fórmula Regional Europeia de 2022 no Red Bull Ring.

Mesmo com as dificuldades de obter financiamento, Dürksen conseguiu avançar para o Campeonato de Fórmula Regional Europeia em 2022, correndo ao lado dos colegas latino-americanos Eduardo Barrichello e Noel León na Arden Motorsport. Ele declarou que seu sonho de chegar à Fórmula 1 estava “mais vivo do que nunca”.
Na pré-temporada de 2023, Dürksen competiu no Campeonato de Fórmula Regional do Oriente Médio com o Hyderabad Blackbirds by MP Motorsport, a partir da segunda rodada.
Para sua campanha principal na FRECA, Dürksen permaneceu na Arden Motorsport. Ele conseguiu um pódio na corrida 2 de Spa-Francorchamps e terminou a temporada em décimo nono, com 26 pontos.

### Fórmula 3
Dürksen pilotou pela equipe PHM Racing durante o teste de pós-temporada da Fórmula 3 de 2023 em Ímola.

### Campeonato de Fórmula 2 da FIA
Em novembro de 2023, foi anunciado que Dürksen participaria da temporada da Fórmula 2 de 2024 pela equipe PHM AIX Racing. Ele será o primeiro piloto paraguaio no grid, e ele declarou que isto é "uma grande honra e um privilégio". Dürksen teve o britânico Taylor Barnard como companheiro até a décima rodada, depois, ele dividiu a equipe com Niels Koolen na 11ª e na 12ª, e com Cian Shields da 13ª rodada em diante.

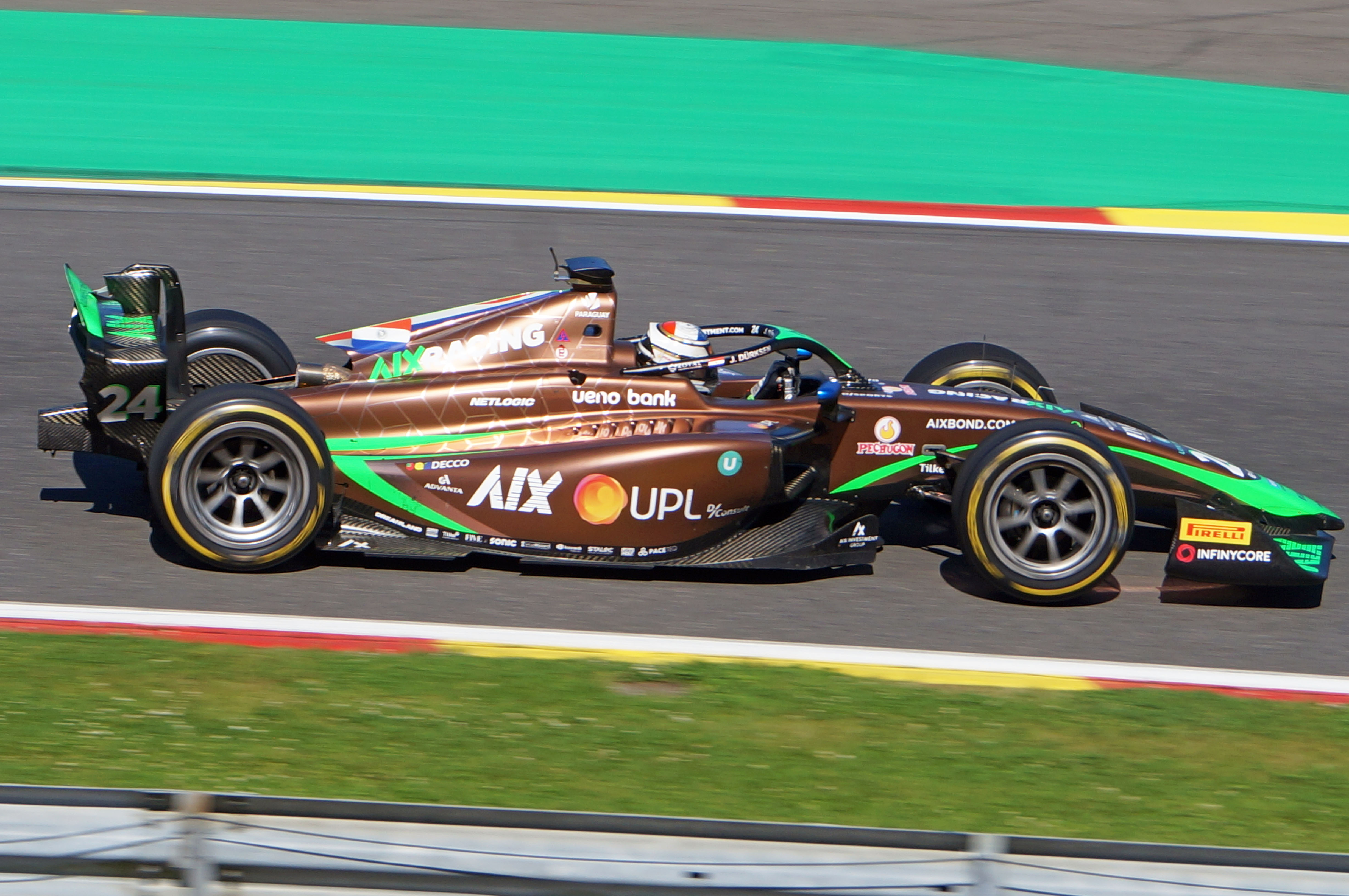
Dürksen na etapa da Áustria na F2 em 2024

Dürksen foi o primeiro paraguaio a conquistar um pódio na F2, com o terceiro lugar na corrida longa de Ímola. Esse pódio também marcou a primeira vez que dois pilotos sul-americanos dividiram um pódio desde 2014, quando a categoria ainda se chamava GP2 Series e o venezuelano Johnny Cecoto Jr. e o brasileiro Felipe Nasr dividiram pódio em três provas: corrida 1 da Catalunha (com Cecoto em 2º e Nasr em 3º), corrida 2 da Inglaterra (com Nasr em 2º e Cecoto em 3º) e corrida 2 da Bélgica (com Nasr em 1º e Cecoto em 3º). Coincidentemente, Dürksen dividiu o pódio com outro brasileiro, Gabriel Bortoleto, que ficou em segundo lugar na etapa de Ímola.
Em setembro de 2024, Dürksen obteve sua primeira vitória na corrida curta de Bacu, se tornando também o primeiro paraguaio a vencer na categoria. Dürksen venceu novamente na corrida longa de Yas Marina, que por coincidência, também teve Bortoleto em segundo, com esse resultado consagrando o brasileiro como campeão da temporada. Já Dürksen foi o décimo colocado, totalizando 4 pódios e 87 pontos, ficando 1,5 pontos à frente de Dennis Hauger. No duelo interno da AIX, Dürksen foi o melhor piloto, tendo superado Barnard na pontuação até o britânico deixar a categoria para correr na Fórmula E, e estado sempre à frente de Koolen e Shields.
Para a disputa da temporada de 2025, ele renovou com a equipe AIX Racing.

## Resultados

### Resumo da carreira no kart
| Temporada | Series                                         | Equipe | Posição |
| --------- | ---------------------------------------------- | ------ | ------- |
| 2017      | Grandes Finais do Rotax Max Challenge – Júnior |        | 33º     |
| Fontes:   |                                                |        |         |

### Resumo da carreira automobilística
| Temporada | Categoria                            | Equipe                                | Corridas | Vitórias | Poles | VMR | Pódios | Pontos | Pos. |
| --------- | ------------------------------------ | ------------------------------------- | -------- | -------- | ----- | --- | ------ | ------ | ---- |
| 2019      | Fórmula 4 dos Emirados Árabes Unidos | Mücke Motorsport                      | 20       | 5        | 2     | 4   | 10     | 295    | 2º   |
| 2019      | Fórmula 4 Italiana                   | BWT Mücke Motorsport                  | 21       | 1        | 0     | 0   | 4      | 122    | 8º   |
| 2019      | ADAC Fórmula 4                       | ADAC Berlim-Brandemburgo              | 20       | 0        | 0     | 1   | 2      | 80     | 11º  |
| 2020      | ADAC Fórmula 4                       | ADAC Berlim-Brandemburgo              | 21       | 2        | 1     | 1   | 6      | 191    | 6º   |
| 2020      | Fórmula 4 Italiana                   | BWT Mücke Motorsport                  | 8        | 1        | 1     | 2   | 2      | 60     | 13º  |
| 2021      | Fórmula 4 Italiana                   | BWT Mücke Motorsport                  | 21       | 2        | 0     | 2   | 3      | 171    | 6º   |
| 2021      | Eurofórmula Open                     | Drivex School                         | 3        | 0        | 0     | 0   | 1      | 29     | 17º  |
| 2022      | Fórmula Regional Europeia            | Arden Motorsport                      | 20       | 0        | 0     | 0   | 0      | 40     | 14º  |
| 2023      | Fórmula Regional do Oriente Médio    | Hyderabad Blackbirds by MP Motorsport | 6        | 0        | 2     | 0   | 1      | 29     | 16º  |
| 2023      | Fórmula Regional Europeia            | Arden Motorsport                      | 20       | 0        | 0     | 0   | 1      | 26     | 19º  |
| 2024      | Fórmula 2                            | PHM AIX Racing                        | 28       | 2        | 0     | 2   | 4      | 61     | 13º  |
| 2025      | Fórmula 2                            | AIX Racing                            | 0        | 0        | 0     | 0   | 0      | 0      | ?*   |

(*) Temporada ainda em andamento

### Resultados completos do Campeonato Italiano de F4
(legenda) (As corridas em negrito indicam a pole position) (As corridas em itálico indicam a volta mais rápida)
| Ano  | Equipe               | 1         | 2       | 3       | 4        | 5        | 6        | 7       | 8        | 9         | 10        | 11        | 12      | 13        | 14       | 15       | 16        | 17       | 18        | 19      | 20      | 21       | 22        | CC  | Pontos |
| ---- | -------------------- | --------- | ------- | ------- | -------- | -------- | -------- | ------- | -------- | --------- | --------- | --------- | ------- | --------- | -------- | -------- | --------- | -------- | --------- | ------- | ------- | -------- | --------- | --- | ------ |
| 2019 | BWT Mücke Motorsport | VLL 1 Ret | VLL 2 1 | VLL 3   | MIS 1 11 | MIS 2 8  | MIS 3 C  | HUN 1 5 | HUN 2 9  | HUN 3 4   | RBR 1 3   | RBR 2 Ret | RBR 3 8 | IMO 1 12  | IMO 2 17 | IMO 3 16 | IMO 4 19  | MUG 1 24 | MUG 2 5   | MUG 3   | MNZ 1 5 | MNZ 2 22 | MNZ 3 Ret | 8º  | 122    |
| 2020 | BWT Mücke Motorsport | MIS 1     | MIS 2   | MIS 3   | IMO1 1   | IMO1 2   | IMO1 3   | RBR 1   | RBR 2 15 | RBR 3 2   | MUG 1     | MUG 2     | MUG 3   | MNZ 1     | MNZ 2    | MNZ 3    | IMO2 1 10 | IMO2 2 4 | IMO2 3 11 | VLL 1 9 | VLL 2 C | VLL 3 9  |           | 13º | 60     |
| 2021 | BWT Mücke Motorsport | LEC 1 8   | LEC 2 5 | LEC 3 7 | MIS 1 15 | MIS 2 15 | MIS 3 15 | VLL 1 4 | VLL 2 4  | VLL 3 Ret | IMO 1 25† | IMO 2 4   | IMO 3 6 | RBR 1 Ret | RBR 2 5  | RBR 3 22 | MUG 1     | MUG 2 4  | MUG 3 1   | MNZ 1 3 | MNZ 2 4 | MNZ 3 6  |           | 6º  | 171    |

### Resultados completos do Campeonato de Fórmula 4 ADAC
( leganda ) (As corridas em negrito indicam a pole position) (As corridas em itálico indicam a volta mais rápida)
| Ano  | Equipe                   | 1        | 2         | 3        | 4         | 5        | 6        | 7        | 8        | 9         | 10       | 11        | 12         | 13      | 14        | 15       | 16       | 17       | 18        | 19      | 20       | 21      | Posição | Pontos |
| ---- | ------------------------ | -------- | --------- | -------- | --------- | -------- | -------- | -------- | -------- | --------- | -------- | --------- | ---------- | ------- | --------- | -------- | -------- | -------- | --------- | ------- | -------- | ------- | ------- | ------ |
| 2019 | ADAC Berlim-Brandemburgo | OSC 1 9  | OSC 2 5   | OSC 3 2  | RBR 1 Ret | RBR 2 9  | RBR 3 20 | HOC 1 20 | HOC 2 12 | ZAN 1 Ret | ZAN 2 10 | ZAN 3 Ret | NÜR 1 11   | NÜR 2 7 | NÜR 3 Ret | HOC 1 3  | HOC 2 4  | HOC 3 9  | SAC 1 Ret | SAC 2 6 | SAC 3 10 |         | 11º     | 80     |
| 2020 | ADAC Berlim-Brandemburgo | LAU1 1 2 | LAU1 2 11 | LAU1 3 9 | NÜR1 1 9  | NÜR1 2 6 | NÜR1 3 1 | HOC 1    | HOC 2 11 | HOC 3 5   | NÜR2 1 2 | NÜR2 2 9  | NÜR2 3 Ret | RBR 1 9 | RBR 2 3   | RBR 3 12 | LAU2 1 4 | LAU2 2 4 | LAU2 3 7  | OSC 1 2 | OSC 2 7  | OSC 3 5 | 6º      | 191    |

### Resultados completos do Campeonato de Fórmula Regional Europeia
( legenda ) (As corridas em negrito indicam a pole position) (As corridas em itálico indicam a volta mais rápida)
| Ano  | Equipe           | 1        | 2         | 3        | 4        | 5        | 6        | 7        | 8        | 9         | 10        | 11       | 12        | 13       | 14       | 15       | 16        | 17       | 18      | 19       | 20       | CC  | Pontos |
| ---- | ---------------- | -------- | --------- | -------- | -------- | -------- | -------- | -------- | -------- | --------- | --------- | -------- | --------- | -------- | -------- | -------- | --------- | -------- | ------- | -------- | -------- | --- | ------ |
| 2022 | Arden Motorsport | MNZ 1 19 | MNZ 2 14  | IMO 1 6  | IMO 2 12 | MCO 1 12 | MCO 2 10 | LEC 1 13 | LEC 2 12 | ZAN 1 Ret | ZAN 2 18  | HUN 1 15 | HUN 2 Ret | SPA 1 21 | SPA 2 14 | RBR 1 6  | RBR 2 6   | CAT 1 10 | CAT 2 6 | MUG 1 9  | MUG 2 13 | 14º | 40     |
| 2023 | Arden Motorsport | IMO 1 15 | IMO 2 Ret | CAT 1 18 | CAT 2 21 | HUN 1 20 | HUN 2 14 | SPA 1 10 | SPA 2 3  | MUG 1 14  | MUG 2 23† | LEC 1 18 | LEC 2 9   | RBR 1 16 | RBR 2 NC | MNZ 1 22 | MNZ 2 Ret | ZAN 1 14 | ZAN 2 7 | HOC 1 17 | HOC 2 14 | 19º | 26     |

### Resultados completos do Campeonato de Fórmula Regional do Oriente Médio
( chave ) (As corridas em negrito indicam a pole position) (As corridas em itálico indicam a volta mais rápida)
| Ano  | Participante               | 1      | 2      | 3      | 4          | 5        | 6        | 7          | 8         | 9        | 10     | 11     | 12     | 13    | 14    | 15    | CC  | Pontos |
| ---- | -------------------------- | ------ | ------ | ------ | ---------- | -------- | -------- | ---------- | --------- | -------- | ------ | ------ | ------ | ----- | ----- | ----- | --- | ------ |
| 2023 | Hyderabad Blackbirds by MP | DUB1 1 | DUB1 2 | DUB1 3 | KUW1 1 Ret | KUW1 2 7 | KUW1 3 3 | KUW2 1 26† | KUW2 2 15 | KUW2 3 6 | DUB2 1 | DUB2 2 | DUB2 3 | ABU 1 | ABU 2 | ABU 3 | 16º | 29     |

† – O piloto não terminou a corrida, mas foi classificado por ter completado mais de 90% da distância.

### Resultados completos do Campeonato de Fórmula 2 da FIA
( legenda ) (As corridas em negrito indicam a pole position) (As corridas em itálico indicam a volta mais rápida)
| Ano  | Participante   | 1          | 2          | 3         | 4          | 5          | 6           | 7           | 8         | 9          | 10          | 11         | 12          | 13        | 14        | 15         | 16          | 17         | 18         | 19         | 20         | 21        | 22        | 23        | 24        | 25      | 26      | 27      | 28      | CC   | Pontos |
| ---- | -------------- | ---------- | ---------- | --------- | ---------- | ---------- | ----------- | ----------- | --------- | ---------- | ----------- | ---------- | ----------- | --------- | --------- | ---------- | ----------- | ---------- | ---------- | ---------- | ---------- | --------- | --------- | --------- | --------- | ------- | ------- | ------- | ------- | ---- | ------ |
| 2024 | PHM AIX Racing | BHR SPR 15 | BHR FEA 11 | JED SPR 9 | JED FEA 12 | MEL SPR 17 | MEL FEA Ret | IMO SPR Ret | IMO FEA 3 | MON SPR 18 | MON FEA 18† | CAT SPR 10 | CAT FEA Ret | RBR SPR 8 | RBR FEA 6 | SIL SPR 16 | SIL FEA Ret | HUN SPR 18 | HUN FEA 19 | SPA SPR 19 | SPA FEA 10 | MNZ SPR 3 | MNZ FEA 5 | BAK SPR 1 | BAK FEA 5 | LSL SPR | LSL FEA | YMC SPR | YMC FEA | 13º* | 61*    |

(*) Temporada ainda em andamento